# Nybro kommun
Nybro kommun er en kommune i Kalmar län i Sverige.  Kommunen grænser op til kommunerne Emmaboda, Kalmar, Mönsterås og Högsby i Kalmar län, samt Lessebo og Uppvidinge i Kronobergs län.
Kommune og dens nabokommuner er kendt for deres mange glasværker. I Nybro kommune lå blandt andre Orrefors glasbruk, der siden 1990 er indgået i Orrefors Kosta Boda. Siden 2013 er produktionen af Orrefors glas flyttet til Kosta glasbruk.

## Historie
Den oprindelige Nybro var en köping i Madesjö kommune, som i 1879 blev udskilt og dannede sin egen köpingkommune.  I 1897 blev Örsjö landkommune skilt ud fra Madesjö kommune.  I 1932 blev Nybro köping en by.
Ved kommunalreformen i 1952 blev storkommunerne Alsterbro landkommune (de tidligere kommuner Bäckebo og Kråksmåla), Hälleberga landkommune (fra Hälleberga, da i Kronobergs län), Ljungbyholms landekommune (Ljungby og Sankt Sigfrid), Mortorps landkommune (Karlslunda, Mortorp og Oskar), Madesjö landkommune (Kristvalla, Madesjö og Örsjö).
Sammenlægningerne af enhederne i kommunalsamarbejdet Nybro blev gennemført allerede i 1969, hvor Alsterbro, Hälleberga og Madesjö samt Oskars församling (sogn) fra Mortorps kommune og Sankt Sigfrids församling fra Ljungbyholms kommune blev forenet med Nybro by.  Den udvidede by blev i 1971 omdannet til Nybro kommune, hvor der blev indført ensartede kommunetyper i Sverige.

## Byområder
Der er ni byområder i Nybro kommun.
I tabellen vises byområderne i størrelsesorden pr. 31. december 2005.  Hovedbyen er markeret med fed skrift. 
| # | Byområde        | Befolkning |
| - | --------------- | ---------- |
| 1 | Nybro           | 12.598     |
| 2 | Orrefors        | 696        |
| 3 | Alsterbro       | 462        |
| 4 | Örsjö           | 373        |
| 5 | Kristvallabrunn | 262        |
| 6 | Flygsfors       | 255        |
| 7 | Bäckebo         | 241        |
| 8 | Målerås         | 228        |
| 9 | Flerohopp       | 209        |

56°44′00″N 15°54′00″Ø / 56.733333333333°N 15.9°Ø